# Elhasaella
Elhasaella es un género de foraminífero bentónico de la familia Lacosteinidae, de la superfamilia Eouvigerinoidea, del suborden Rotaliina y del orden Rotaliida. Su especie tipo es Elhasaella alanwoodi. Su rango cronoestratigráfico abarca desde el Campaniense hasta el Maastrichtiense (Cretácico superior).

## Clasificación
Elhasaella incluye a las siguientes especies:
- Elhasaella alanwoodi